# Thérèse Olenga Kalonda
Thérèse Olenga Kalonda est une femme politique de la République démocratique du Congo. Après un bref passage au Sénat, elle est nommée ministre provinciale de l’Éducation, de l'Environnement, de la Communication et du Genre par le gouverneur de Kinshasa, André Kimbuta le 7 août 2017. Elle conserve ce poste jusqu'aux élections parlementaires de janvier 2019, où elle est élue députée de Lukunga. 
Elle est connue pour ses positions féministes qu'elle défend au sein de la Force Féminine Active, une association qu'elle a fondée en 2012 et de l'African Woomen Leader's Network, crée en 2017 par la Commission de l’Union africaine et ONU Femmes pour défendre les droits des femmes en Afrique.

## Biographie
En novembre 2012, Thérèse Olenga Kalonda fonde l'association la Force Féminine Active, qui a pour objectif de former les femmes aux nouvelles technologies et de gagner en autonomie.  La structure a par la suite fait des émules et ouvert des antennes dans les provinces de Sankuru, Ituri et Lualaba. Son mandat de ministre provincial lui a permis de populariser la journée internationale des Femmes à Kinshasa. 
En 2016, alors que l'ONU demande au gouvernement de la ville provinciale de Kinshassa de lever l'interdiction de manifester, Thrèse Olenga Kalonda, alors porte parole de ce gouvernement, répond que le gouvernement ne peut lever l'interdiction car il n'est pas en mesure de garantir la sécurité des personnes. L'avocat kényan Mainia Kiai a estimé qu'il s'agissait d'une violation du droit international. En 2017, elle quitte ses fonctions de ministre et porte-parole du gouvernement provincial de Kinshasa pour remplacer au sénat Léonard She Okitundu, nommé ministre au niveau national.  Elle ne reste que quelques mois au sénat et retourne à l'été  2017 dans le gouvernement provincial comme ministre provinciale de l’Éducation, de l'Environnement, de la Communication et du Genre,. 

En 2018, elle soutient l'opération Ujana à Kinshasa dans laquelle 166 jeunes filles accusées d'outrage aux mœurs sont arrêtées par la police, soulevant les protestations de leurs familles. Elle déclare : 
«Ce sont de très jeunes filles de 10 à 17 ans qui tombent dans la dépravation des mœurs. Nous avons des valeurs fondamentales, des valeurs africaines (...) Nous ne sommes pas en train d'attenter à la liberté des jeunes filles, nous luttons contre les attentats à la pudeur».
La même année, elle se présente aux élections nationales comme députée, à Lukunga,. Elle invite alors les électeurs à adopter un comportement exemplaire lors du vote. Une fois élue députée, elle s'insurge contre l'insécurité grandissante et les massacres à l'Est de la RDC. 
En octobre 2021, elle est la doyenne de la délégation de « femmes leaders » de l'African Women Leaders' Network accompagnée par la représentante pour a RDC de ONU femmes, Catherine Ondimba, qui se rend dans la province d'Ituri, pour rencontrer le lieutenant-général Johnny Kashama Luboya, lequel a été nommé en mai 2021 gouverneur de la province. Cette délégation milite pour restaurer la paix et améliorer la sécurité. En mars 2023, elle approuve la nomination de 16 femmes, dont 3 ministres d'état, au sein du gouvernement Sama II. 